# The Cadfael Chronicles
The Cadfael Chronicles (en español: Las Crónicas de Cadfael) es una serie de misterios históricos de asesinatos escrita por la autora inglesa Edith Pargeter (1913-1995) bajo el nombre de Ellis Peters. Ambientada en el siglo XII en Inglaterra durante la Anarquía, las novelas se centran en un monje benedictino galés, Cadfael, que ayuda a la ley investigando y resolviendo asesinatos.
En total, Pargeter escribió veinte novelas de Cadfael entre 1977 y 1994, más un libro de cuentos. Cada uno se basa en la historia, los personajes y los desarrollos de los libros anteriores de la serie. Pargeter planeó la vigésima novela, Brother Cadfael's Penance (La penitencia del hermano Cadfael), como el último libro de la serie, y reúne los finales sueltos de la historia en una conclusión ordenada. La propia Pargeter murió poco después de su publicación, tras una larga enfermedad. Muchos de los libros han sido adaptados como episodios de radio, en los que Ray Smith, Glyn Houston y posteriormente Philip Madoc interpretaron al personaje principal. También se desarrolló una serie de televisión de ITV a partir de los libros, protagonizada por Derek Jacobi como Cadfael.
Las Crónicas de Cadfael de Pargeter han sido acreditadas por popularizar el género de las novelas históricas de misterio.

## Hermano Cadfael

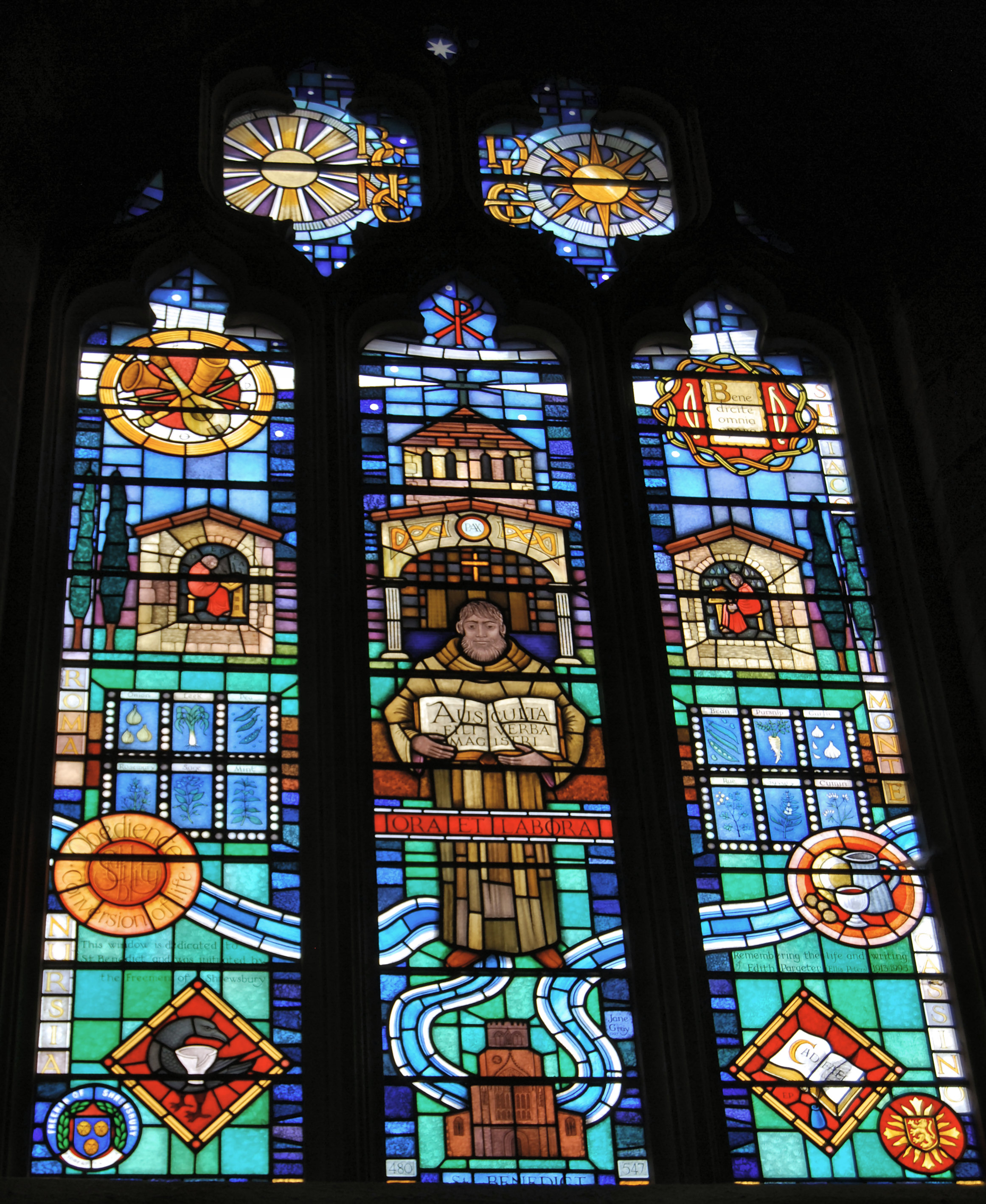
Ventana de Cadfael, Abadía de Shrewsbury

A diferencia de sus compañeros monjes, que tomaron sus votos cuando eran jóvenes (y algunos cuando eran niños), Cadfael es un conversus que ingresó al claustro a los cuarenta años después de ser un cruzado y capitán de barco muy viajado. Sus experiencias le dan una variedad de talentos y habilidades útiles en la vida monástica y en su frecuente papel de investigador. Es un hábil observador de la naturaleza humana y un herbolario talentoso, una habilidad que aprendió de los musulmanes en Tierra Santa. Es curioso y enérgico, y tiene un sentido innato, aunque obviamente moderno, de la justicia y el juego limpio. Los abades lo llaman médico forense, detective, médico y diplomático. Su conocimiento mundano, aunque útil, lo mete en problemas con los personajes más doctrinarios de la serie, y la aparente contradicción entre el mundo secular y el espiritual forma un tema central y continuo.

## Antecedentes históricos
Las historias están ambientadas entre 1137 y 1145, durante la Anarquía, la destructiva contienda por la corona de Inglaterra entre el rey Esteban y la emperatriz Matilde (también conocida como Emperatriz Maud). Muchos eventos históricos se describen o se mencionan en los libros. Por ejemplo, la traducción de Santa Winifreda a la Abadía de Shrewsbury está ficcionalizada en la primera crónica,  A Morbid Taste for Bones (Un Gusto Morboso por los Huesos), y  One Corpse Too Many (Un cadáver de más) está inspirada en el asedio del Castillo de Shrewsbury por Esteban en 1138. La quema de Worcester pone a los personajes a correr hacia el campo alrededor de la ciudad en The Virgin in the Ice (La Virgen en el hielo). El saqueo de Winchester y el incendio de la abadía allí envía a los monjes que están en el centro de la historia a la Abadía de Shrewsbury en  An Excellent Mystery (Un Excelente Misterio). En Dead Man's Ransom, los personajes de ficción están involucrados con el pequeño grupo de galeses que participan en la Batalla de Lincoln, atrayendo al histórico príncipe de Gwynedd, Owain, a la trama. La breve estadía de la emperatriz Matilde en Londres, cuando trató de obtener la aprobación para su coronación mientras mantenía a Esteban en prisión, es el punto de partida de un personaje de The Pilgrim of Hate (El peregrino del odio). El próximo giro del abrigo de Enrique de Blois y la creciente fortuna del rey Esteban involucran al Abad y envían a tres nuevas personas al Portón Delantero y a la Abadía en The Raven in the Foregate (El Cuervo en el Portón Delantero). Un personaje principal de The Hermit of Eyton Forest (El ermitaño del Bosque de Eyton) llega a Shropshire mientras la Emperatriz está sitiada en el Castillo de Oxford. En el The Potter's Field (Campo del Alfarero), la fuerza de Hugh Beringar es llamada a los Pantanos para ayudar al rey Esteban a controlar al alborotador Geoffrey de Mandeville, conde de Essex; a su regreso, el Sheriff verifica dos veces la historia de un personaje que escapó de esa área de regreso a Shropshire. La disputa entre Owain Gwynedd y su impetuoso hermano menor Cadwaladr a causa del asesinato por parte de Cadwaladr del príncipe de un principado del sur de Gales, combinada con el impulso de difundir el rito romano en Gales, son partes de la historia contada en The Summer of the Danes (El verano de los daneses).
En las novelas donde la trama no depende de un evento histórico o tiene personajes históricos caminando a través de la historia, la atención se centra en uno o dos aspectos de la vida en la Inglaterra medieval. Los ejemplos incluyen la importancia de la peregrinación en The Heretic's Apprentice (El Aprendiz de Hereje), los oficios de lana y confección en  The Rose Rent, las reglas de herencia bajo la ley galesa en Monk's Hood y los oficios mercantiles específicos en Saint Peter's Fair y Sanctuary Sparrow. La feria anual recaudó fondos para la Abadía, autorizados por el conde Roger o el rey Enrique I. El uso de una casa de culto como santuario de la ley secular también es una característica del Gorrión Santuario. Cadfael es un herbolario, cuyas habilidades y pociones lo ponen en contacto con personas ajenas al monasterio, integrales en las tramas que no dependen de un acontecimiento histórico.
Las personas reales retratadas en la serie incluyen:
- Rey Esteban
- Emperatriz Matilde (a quien Peters suele llamar Emperatriz Maud)
- Roberto de Gloucester y su hijo Felipe
- Geoffrey de Mandeville, primer conde de Essex
- Roberto de Leicester
- Owain Gwynedd, su hermano Cadwaladr ap Gruffydd y su hijo Hywel
- Guillermo de Ypres
- Obispo Enrique de Blois
- Obispo Roger de Clinton
- Abades Heriberto (1128-1138), Radolfo (1138-1148) y Roberto Pennant (antes de 1148, luego abad hasta 1168)[4]
- Enrique I de Inglaterra (1068/9–1135)

## Temas desarrollados

### Cadfael y el amor
Una característica distintiva de la serie es un par de amantes desventurados en casi todos los libros, que invariablemente obtienen la simpatía total del hermano Cadfael (y del lector). Típicamente, Cadfael dedica toda su energía e ingenio a la doble tarea de resolver el misterio y llevar a los amantes a una unión feliz. En este último, parece el descendiente literario del fraile Laurence de Shakespeare que hizo grandes esfuerzos (aunque en última instancia inútiles) para ayudar a Romeo y Julieta. Cadfael tiene mucho más éxito, con prácticamente todas las parejas de amantes de la serie llegando a consumaciones felices, excepto cuando uno de ellos resulta ser el asesino buscado. En un caso, de hecho, los amantes obtienen su final feliz con la ayuda de Cadfael, aunque uno de ellos es el asesino.
Los amantes en los libros de Cadfael enfrentan toda una serie de obstáculos ,que a veces parecen insuperables (en un libro, parece que son parientes demasiado cercanos para casarse) pero invariablemente se superan. Sin embargo, el problema casi nunca es una diferencia significativa en el estatus social entre los dos. En esta serie, los niños aristocráticos generalmente se enamoran de las niñas aristocráticas, los artesanos se enamoran de las hijas de los artesanos y un humilde malabarista errante queda encantado sin medida por una humilde sirvienta de cocina. En The Hermit of Eyton Forest (El ermitaño del Bosque de Eyton), la hija de un próspero guardabosques se enamora de un villano fugitivo, un hábil peletero que trabajará un año y un día para establecerse en su oficio en Shropshire antes de casarse con ella. En St. Peter's Fair (Feria de San Pedro), la hija de un comerciante se conforma con el hijo de otro comerciante después de que su aristocrática primera opción resulta ser una cad, llamándola "la chica sin escrúpulos de un comerciante. "En la mayoría de los casos, parece que los personajes de Pargeter restringen deliberadamente sus aspiraciones románticas donde el conflicto de clases los socavaría. Hay algunas excepciones a esta conciencia de clase; en La Virgen en el Hielo, una mujer noble se casa con el escudero favorito de su tutor, aunque es hijo ilegítimo de un soldado de infantería y una viuda siria, y en El Peregrino del Odio, un joven aristocrático se casa con la hija de un comerciante.

### Aristocracia
Un pasaje de The Confession of Brother Haluin (La Confesión del Hermano Haluin) presenta a un noble a quien el lector (y Cadfael) no habían conocido antes:
Aquí llegó, Audemar de Clary, en un caballo castaño alto, un hombre corpulento vestido de negro, liso, como un jinete de trabajo, sin adornos y sin necesidad de que nadie lo señalara como teniendo autoridad aquí. (...) No era un hombre al que se pudiera cruzar a la ligera, pero nadie le temía. Se acercaron a él alegremente y hablaron con él con valentía. Su ira, cuando está justificada, puede ser fulminante, incluso peligrosa, pero sería justa.
Esto es bastante típico de la mayoría de los miembros de la aristocracia representados en la serie, que a veces se describen como imparciales y justos con sus subordinados, dentro del contexto del sistema social e ideología feudal jerárquico.
Los libros también presentan a algunos miembros manifiestamente injustos, tiránicos y / o francamente crueles de la aristocracia. Ante tal situación, los villanos vinculados pueden recurrir y recurren a la "válvula de seguridad" construida dentro del propio sistema feudal, escapando de su señor a un lugar alquilado (como Shrewsbury) donde, después de una estadía de un año y un día, quedan libres. En varias ocasiones, Cadfael facilita y ayuda a tales escapes.
Además, los terratenientes crueles e injustos pueden terminar siendo las víctimas del asesinato que Cadfael necesita resolver, en cuyo caso el lector siente curiosidad por conocer la solución del misterio, pero no está particularmente ansioso por ver castigado al perpetrador.

### Guerra civil
La guerra civil entre el rey Esteban y la emperatriz Maud es un trasfondo constante de la serie, llamada la Anarquía por muchos. A pesar de la falta de periódicos y otros medios de comunicación masivos, los habitantes de Shrewsbury se mantienen bien informados de los últimos desarrollos, ya que la ciudad es un importante centro de comercio que recibe constantemente visitantes de todo el país.
En One Corpse Too Many (Un Cadáver De Más), el segundo libro de la serie, Shrewsbury en sí mismo es un campo de batalla, y la ejecución total de la guarnición derrotada por orden del rey Esteban forma el espantoso trasfondo del misterio del asesinato del libro.
Más adelante, sin embargo, Shrewsbury es una isla de calma en medio de la furiosa tormenta. Los refugiados, así como los espías y conspiradores, entran constantemente, impactando considerablemente la vida en la ciudad y preparando la trama de muchos de los libros. Los personajes ocasionalmente se dirigen a los campos de batalla, ya sea para participar directamente en los combates o (como en el caso del propio Cadfael) para ofrecer alguna ayuda o rescate necesario. Las historias de aflicción y desastre llegan desde otros lugares, como Worcester The Virgin in the Ice (La Virgen en el Hielo), Lincoln Dead Man's Ransom (Rescate del Hombre Muerto) o Winchester An Excellent Mystery (Un Excelente misterio). Además, Shrewsbury se encuentra muy cerca de la frontera de Gales, que tiene sus propios problemas y guerras, distintos de los de Inglaterra (Rescate del Hombre Muerto), aunque a menudo interconectados con ellos. En la última novela,  Brother Cadfael's Penance (La penitencia del hermano Cadfael), Cadfael y el sheriff Hugh Beringar comienzan en una conferencia de paz en Coventry, pero Cadfael termina en medio de un castillo sitiado, con el castellano Philip FitzRobert gravemente herido por un proyectil lanzado por una máquina de asedio. El castillo no estaba muy lejos de Gloucester, entre las batallas en curso en el valle del Támesis.

Por todo eso, durante la mayor parte de la serie la guerra ocurre en otros lugares. Hugh Beringar, aunque en realidad asume las funciones de gobernador militar y administrador civil, así como jefe de la policía, encuentra el tiempo y la energía para trabajar personalmente con Cadfael en la resolución de un nuevo misterio. Aunque vive en un país devastado por la guerra, a menudo se ve a Cadfael sentado contento en su jardín y reflexionando sobre el cambio armónico de las estaciones del año. Concluye un Excelente Misterio:
Septiembre volvió a ser septiembre, suave y fructífero después del calor y la sequía del verano. Después de cada extremo, las estaciones se enderezaron y recuperaron al menos la mitad de lo perdido.
En general, la guerra se considera principalmente una preocupación de la nobleza. Algunos de sus miembros mantienen una lealtad incondicional e inquebrantable hacia uno u otro lado, y los partidarios opuestos se tratan con el mayor respeto, según lo prescrito por el código de caballería. Otros son completamente oportunistas y buscan solo hacer uso de la situación para beneficio personal y progreso ,y son vistos con desprecio por los personajes más principistas(y aparentemente también por el escritor).
Las clases bajas, burgueses y campesinos, en general tienen poco interés en quién ganaría la guerra mientras terminen la muerte y la destrucción, ya sea ganando uno de los contendientes o alcanzando algún tipo de compromiso (esto último es lo que se muestra que la Iglesia está tratando de lograr, con poco éxito). En el sistema señorial no tienen participación en el poder político; sin embargo, los trabajadores de una mansión eran llamados al servicio como hombres de armas cuando surgía la necesidad An Excellent Mystery (Un Excelente Misterio).
Los burgueses de Shrewsbury están preocupados por reparar los daños causados a su ciudad durante combates en los que tenían poco interés (la cuestión de quién pagaría por ello es una corriente subterránea en la Feria de San Pedro). A partir de entonces, los comerciantes y artesanos de la ciudad se contentan con vivir bajo la administración razonablemente eficiente y honesta ofrecida en nombre del rey Esteban por Prestcote y más tarde por Beringar. Podrían haberse contentado igualmente con vivir bajo la emperatriz Maud, siempre que sus representantes locales les ofrecieran la misma posibilidad de desarrollar sin interrupciones su comercio y comercio. Esto no se puede saber, ya que Maud nunca tuvo Shropshire, ni protegió sus granjas, comercio y comercio.
La serie termina con las batallas en curso, aunque es un punto muerto, y los condes y barones comenzaron a hacer sus propios tratados de paz. Hubo un esfuerzo por lograr una resolución pacífica que terminó en nada. La lucha terminó principalmente tres años después del último libro cuando Robert de Gloucester murió y la emperatriz Maud regresó a Normandía. Se abrió una nueva era para Inglaterra cuando el rey Esteban murió en 1154, habiendo firmado un tratado con su sucesor, Enrique FitzEmpress, hijo mayor de Maud y su segundo esposo Godofredo de Anjou. Pero para la muerte del escritor, el formato de la serie, cronológicamente consecutivo, podría haber dejado espacio para volúmenes adicionales antes de que se alcanzara el final del reinado de Esteban. Cadfael habría tenido más de 70 años y, según la historia real, el prior Robert Pennant se habría convertido en el Abad en lugar de Radulfus, por lo que el último libro fue quizás un cierre satisfactorio, con la vida personal de Cadfael expandiéndose, su hijo a salvo y la falta de interés en la lucha en curso cada vez más clara.

### Cruzadas
Las Cruzadas forman una parte importante del telón de fondo de los libros. Están los propios recuerdos de Cadfael de su vida de cruzada, que aparecen en prácticamente todos los libros, y las circunstancias de los primeros años de Olivier. Además, la mayor parte del conocimiento de Cadfael sobre hierbas y medicina se aprendió en Oriente, de fuentes más sofisticadas de las que habría encontrado en Inglaterra. (En la versión televisiva de Virgen en el Hielo, cuando Cadfael está tratando a un hermano gravemente herido, el mejor remedio que otro hermano puede sugerir es sangrar, lo que Cadfael desprecia.)
Varios de los libros presentan a cruzados que regresan y tienen roles centrales en la trama, mientras que en otros hay personajes que parten de Inglaterra hacia el este. Todos estos personajes de la cruzada son representados como caballeros excelentes, modelo, valientes y caballerosos, y la empresa de la cruzada en sí misma es invariablemente considerada por todos los personajes como una causa muy noble y digna.
Ocasionalmente se mencionan indirectamente actos de crueldad cometidos en el transcurso de las Cruzadas. En conversación con un compañero cruzado, Cadfael comenta: "Después de la matanza que se hizo en Jerusalén, de tantos que fueron retenidos por el Profeta, digo que merecían mejor suerte contra nosotros de la que tuvieron."Al agregar que su compañero nunca fue acusado de brutalidad, implícitamente juzga a las Cruzadas en su conjunto The Leper of Saint Giles (El Leproso de Saint Giles). Si bien en varias ocasiones Cadfael hace comentarios que muestran que no está satisfecho con tales brutalidades, las referencias rara vez son específicas. Cadfael (como todos los demás personajes) nunca arroja ninguna duda sobre la moralidad de forjar un reino cristiano en el Oriente musulmán y mantenerlo por la fuerza; de hecho, habría sido anacrónico que expresara tales dudas.
La experiencia de Cadfael en las Cruzadas no condujo a la intolerancia. Cadfael recuerda a Mariam, una mujer musulmana, como "digna de ser amada", y tenía muchas otras amistades rentables con árabes y musulmanes. Su compañero del Leproso de Saint Giles, que pasó muchos años cautivo de los egipcios fatimíes, está de acuerdo y dice que siempre encontró a sus anfitriones "caballerosos y corteses", quienes le brindaron ayuda médica y lo apoyaron en su convalecencia.

## Diferencias entre libros y series de televisión
Trece de los libros fueron adaptados para televisión. Fueron protagonizados por Derek Jacobi. La secuencia de los episodios de televisión difiere de la secuencia de las novelas. Dentro de los guiones individuales, con una excepción importante, la mayoría son razonablemente fieles a los libros, y se modifican principalmente para minimizar el tamaño del elenco de oradores, el tiempo de ejecución del guion o la necesidad de efectos especiales extravagantes. Solo en los libros, Cadfael habla galés y traduce para varios galeses que no hablan inglés.
Un episodio, El peregrino del odio, casi no se parece al libro homónimo, excepto por la presencia de algunos personajes que comparten los nombres (pero no las acciones) de los personajes del libro. En The Holy Thief, uno de los personajes se convierte en villano. En A Morbid Taste For Bones, la secuencia del clímax se altera, lo que le da a Cadfael más papel de orador. En el episodio Monk's Hood, Hugh tiene un papel algo más importante que en el libro, siguiendo a Cadfael a la corte y sufriendo una puñalada cuando entra inesperadamente a la acusación de Cadfael del verdadero criminal. En La renta de las rosas, Cadfael le da a la joven esposa una poción para aliviar el dolor de su esposo enfermo terminal, advirtiéndole que demasiado lo matará; en la siguiente escena, el hombre está muerto, lo que implica un asesinato misericordioso. En el libro, no hay tal implicación; el hombre muere de su enfermedad sin ningún indicio de que Cadfael o la viuda actuaran para acelerar su fin.
El personaje de Hugh Beringar es marcadamente diferente en la serie de televisión, particularmente en su relación con Cadfael. En la serie, Hugh es el sheriff que a veces ayuda y a veces obstaculiza a Cadfael, amigable pero manteniendo una relación profesional. En los libros, a pesar de la diferencia de más de treinta años en sus edades, Hugh y Cadfael son mejores amigos que piensan igual de manera crucial, particularmente en lo que respecta a lo que es la justicia.
Hugh y Aline Siward son introducidos en Un Cadáver De Más. Hugh aparece en todos los libros, excepto A Morbid Taste for Bones y The Leper of St Giles, mientras que Aline no aparece en ninguno de los episodios de televisión posteriores. Ella aparece en varios de los libros, donde juega un papel importante en el refugio de mujeres Saint Peter's Fair, An Excellent Mystery, One Corpse Too Many, The Sanctuary Sparrow (Feria de San Pedro, Un Misterio Excelente, Un Cadáver de Más, El Gorrión del Santuario), e incluso cuando no aparece en los libros, Hugh habla de ella constantemente y con cariño. En los libros, Hugh se casa con Aline y tienen un hijo, Giles, llamado así por el hermano muerto de Aline. Cadfael es el padrino del hijo de Hugh, y le confía varios de sus secretos más profundos solo a Hugh.

### Novelas de Cadfael
Estos están numerados en orden de la época en que se ambientó la novela y el orden de publicación. Cada libro ha sido publicado en tapa dura y rústica, y en varios idiomas. La primera publicación en el Reino Unido, de Macmillan (o Headline Book Publishing, comenzando con The Hermit of Eyton Forest), es el año de la primera publicación.
Un A Rare Benedictine (Un benedictino raro) está en el orden de ambientación, pero no en el orden de publicación. Ese libro incluye tres cuentos cortos. El primero describe cómo Cadfael, hombre de armas en las Cruzadas y Normandía, se unió a un monasterio benedictino en 1120. Las otras dos historias cortas se desarrollan en fechas posteriores después de que él haya sido monje durante años.
1. Un Benedictino raro: El Advenimiento del Hermano Cadfael (septiembre de 1988, ambientado en 1120 y fechas posteriores)
2. Un gusto morboso por los huesos (publicado en agosto de 1977, ambientado en 1137)
3. Un cadáver de más (Julio de 1979, ambientado en agosto de 1138)
4. Capilla del Monje (agosto de 1980, ambientada en diciembre de 1138)
5. Feria de San Pedro (mayo de 1981, ambientada en julio de 1139)
6. El leproso de Saint Giles (agosto de 1981, ambientado en octubre de 1139)
7. La Virgen en el hielo (abril de 1982, ambientada en noviembre de 1139)
8. El Gorrión del Santuario (enero de 1983, ambientada en la primavera de 1140)[5][6][nota 1]
9. La Novicia del Diablo (agosto de 1983, ambientada en septiembre de 1140)
10. Rescate del Hombre Muerto (abril de 1984, ambientada en febrero de 1141)
11. El Peregrino del Odio (septiembre de 1984, ambientado en mayo de 1141)
12. Un misterio excelente (Junio de 1985, ambientado en agosto de 1141)
13. El Cuervo en el Portón Delantero (febrero de 1986, ambientado en diciembre de 1141)
14. La renta de las Rosas (octubre de 1986, ambientada en junio de 1142)
15. El ermitaño del Bosque de Eyton (junio de 1987, ambientada en octubre de 1142)[7]
16. La Confesión del Hermano Haluin (marzo de 1988, ambientada en diciembre de 1142)
17. El Aprendiz de Hereje (febrero de 1989, ambientada en junio de 1143)
18. El campo del Alfarero (septiembre de 1989, ambientada en agosto de 1143)
19. El verano de los Daneses (abril de 1991, ambientado en abril de 1144)
20. El Santo Ladrón (agosto de 1992, ambientado en febrero de 1145)
21. La penitencia del Hermano Cadfael (mayo de 1994, ambientada en noviembre de 1145)

La numeración de las Crónicas del Hermano Cadfael publicadas en rústica por Mysterious Press no incluye un Benedictino Raro (en cambio, la portada se refiere a él como "El Advenimiento del Hermano Cadfael"); el total de las crónicas numeradas (por Mysterious Press) es, por lo tanto, 20 (según las portadas de este conjunto).
Todas las novelas también están disponibles como audiolibros. Los narradores incluyen a Vanessa Benjamin (La Novicia del Diablo de Blackstone Audio), Philip Madoc, Derek Jacobi, Roe Kendall, Stephen Thorne, Patrick Tull y Johanna Ward. La serie también está disponible como libros electrónicos de múltiples fuentes, como se indica en el historial de publicaciones de cada novela.
Las dos primeras novelas de la serie, junto con Cadfael Country: Shropshire and The Welsh Borders, están disponibles en una edición de Mysterious Press.
Se publicaron siete ediciones de Cadfael Omnibus, con tres novelas en cada volumen. La mayoría están disponibles en rústica y luego se publicaron en rústica.
- First Cadfael Omnibus  A Morbid Taste for Bones, One Corpse Too Many, Monk's-Hood (Diciembre de 1990 Sphere ISBN 0751504769 / 9780751504767 Edición del Reino Unido)
- Second Cadfael Omnibus  Saint Peter's Fair, The Leper of Saint Giles, The Virgin in the Ice (Octubre de 1991 Sphere ISBN 0751507296 / 9780751507294 Edición del Reino Unido)
- Third Cadfael Omnibus  The Sanctuary Sparrow, The Devil's Novice, Dead Man's Ransom (Septiembre de 1992 Sphere ISBN 0751501115 / 9780751501117 Edición del Reino Unido)
- Fourth Cadfael Omnibus  Pilgrim of Hate, An Excellent Mystery, The Raven in the Foregate (Septiembre de 1993 Sphere ISBN 0751503924 / 9780751503920 Edición del Reino Unido)
- Fifth Cadfael Omnibus  The Rose Rent, The Hermit of Eyton Forest, The Confession of Brother Haluin (Septiembre de 1994 Sphere ISBN 0751509493 / 9780751509496 Edición del Reino Unido)
- Sixth Cadfael Omnibus The Heretic's Apprentice, The Potter's Field, The Summer of the Danes (Enero de 1996 Sphere ISBN 0751515892 / 9780751515893 Edición del Reino Unido)
- Seventh Cadfael Omnibus The Holy Thief, Brother Cadfael's Penance, A Rare Benedictine (Septiembre de 1997 Sphere ISBN 0751520810 / 9780751520811 Edición del Reino Unido)

También hay un "paquete de colección" de tres libros que contiene los tres primeros libros ("Un gusto Morboso por los Huesos"," Un cadáver de más "y" La capucha del Monje " como libros separados.
Una edición general publicada como Los misterios del Hermano Cadfael (publicada por Quality Paperback Book Club, Nueva York, en 1995) contiene El Leproso de Saint Giles, La Capucha del Monje, El Gorrión del Santuario y Un cadáver de más.

### Historias cortas
- Publicado en Un Benedictino raro: El advenimiento del Hermano Cadfael (1988):
  - Una luz en el camino a Woodstock (ambientada en otoño de 1120)
  - El Precio de la Luz (ambientada en la Navidad de 1135)
  - Testigo ocular (ambientada en la primavera de 1140)

## Adaptaciones

### Teatro
Una adaptación teatral de La Virgen en el hielo protagonizada por Gareth Thomas como Cadfael.

### Radio
BBC Radio 4 produjo adaptaciones de varias novelas en The Cadfael Chronicles con tres actores diferentes interpretando a Cadfael.
Protagonizada por Ray Smith como Cadfael:
1 - Un gusto morboso por los huesos (1980) con Steven Pacey como "Hermano John"
Protagonizada por Glyn Houston como Cadfael:
2 - Un cadáver de más (1989) con Geoffrey Whitehead como "Adam Courcelles"
Escrita y producida por Bert Coules y protagonizada por Philip Madoc como Cadfael:
3 - Monk's Hood (1991), con Sir Michael Hordern como "El Narrador", Geoffrey Whitehead como "Prior Robert" y Timothy Bateson como "Padre Heribert"
6 - La Virgen en el hielo (1992) con Sir Michael Hordern como "El Narrador" y Douglas Hodge como "Hugh Beringar"
9-Dead Man's Ransom (1995) con Michael Kitchen como "El Narrador", Jonathan Tafler como "Hugh Beringar" y Susannah York como "Sister Magdelen"

### Dramas de televisión
Producida en Gran Bretaña por Central para ITV, 75 minutos por episodio. Filmado en Hungría y protagonizado por Sir Derek  Jacobi. Los trece episodios han sido lanzados en DVD.

## Biliografía
- Talbot, Rob; Whiteman, Robin (1990). Cadfael Country: Shropshire and the Welsh Border. Macdonald. ISBN 0-316-90562-3.
- Whiteman, Robin (1995). The Cadfael Companion: The World of Brother Cadfael (Revised hardcover edición). Little, Brown and Company. ISBN 0-316-87655-0.
- Talbot, Rob; Whiteman, Robin (1996). Brother Cadfael's Herb Garden. Little Brown. ISBN 0-8212-2387-9.
- Kaler, Anne K., ed. (1998). Cordially yours, Brother Cadfael. Popular Press. ISBN 978-0-87972-774-1.
- Green, Judith A (2006). Henry I : King of England and Duke of Normandy. Cambridge: Cambridge University Press. ISBN 978-0521744522.
- Howard, H. Wendell (Winter 2008). «The World of Brother Cadfael». Logos: A Journal of Catholic Thought and Culture 11 (1): 149-162. S2CID 154183148. doi:10.1353/log.2008.0005.